# Facultad de Medicina de la Universidad Autónoma de Guerrero

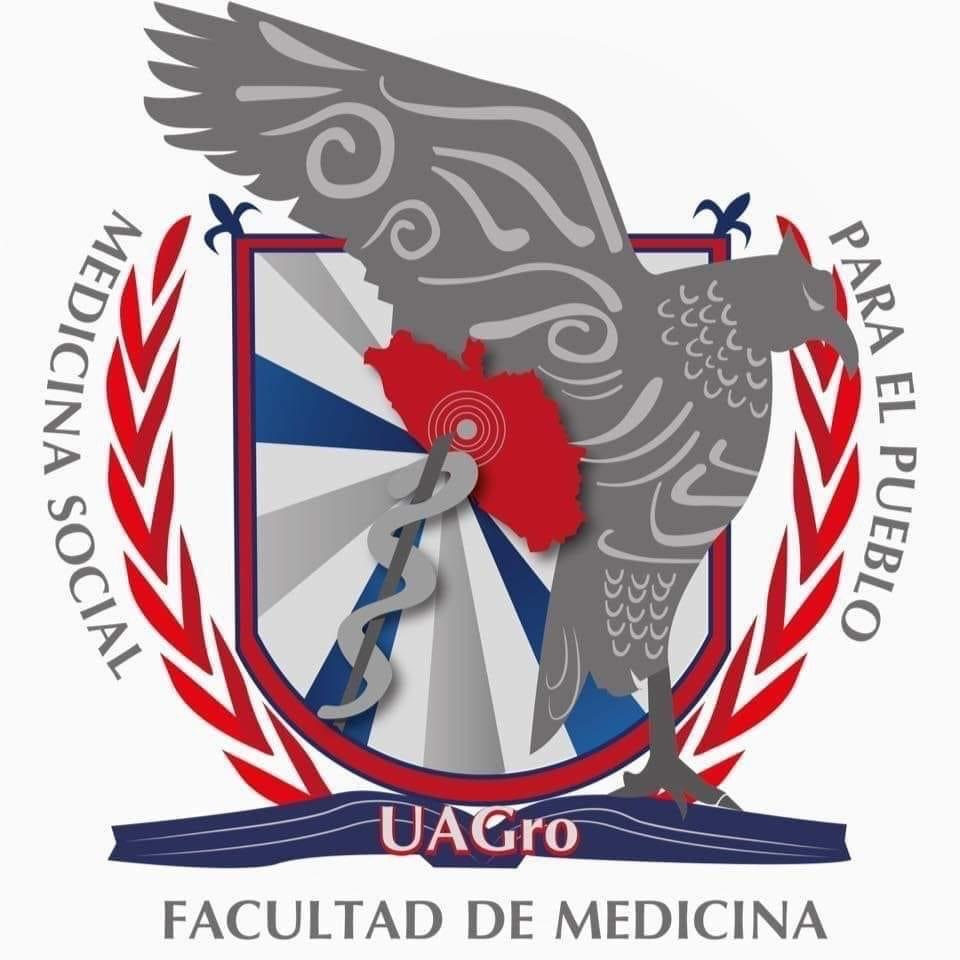
Facultad de Medicina de la Universidad Autónoma de Guerrero

La Facultad de Medicina de la Universidad Autónoma de Guerrero (UAMED) es una institución de educación superior perteneciente a la Universidad Autónoma de Guerrero, con sede en el puerto de Acapulco de Juárez. En 2008 logró la certificación del programa de calidad otorgada por el Consejo Mexicano para la Acreditación de la Educación Médica (COMAEM).[1]

## Historia
La Escuela Superior de Medicina de la Universidad Autónoma de Guerrero[2] fue creada el 31 de mayo de 1974. Fue aprobada por el Consejo Universitario, el cual le otorgó la sede en el puerto de Acapulco, ciudad que en aquel entonces estaba en su apogeo y era uno de los principales destinos turísticos del mundo debido a su infraestructura hospitalaria.
Inició labores en septiembre del mismo año, llevando como insignia el lema que al día de hoy sigue vigente: “Medicina social para el pueblo”. Su fundación fue ampliamente promovida por Rosendo Vega Arcos, quien fue su primer director.
La Facultad de Medicina fue fundada en una época de fuertes movimientos estudiantiles, por lo que enfrentó, entre otras cosas, el rechazo por parte de las autoridades. Entre ellas se destaca el entonces mandatario estatal Rubén Figueroa Figueroa, quien dijo que "no se dejaría poner ni talco por un mediquillo egresado de la institución”. Por otro lado, fue el pueblo guerrerense quien brindó su apoyo a la escuela.
Para finales de los 2000, el plan de estudios de la escuela no había tenido cambio alguno desde los años setenta. Además, su matrícula llegó a tener grupos con más de 100 alumnos. Sin embargo, hubo un proceso de actualización para adaptar a la institución a las nuevas técnicas de educación, las cuales se basaban principalmente en el sistema de competencias. Para ello se contó con la asesoría del médico pediatra y profesor de la escuela José Venturelli, egresado de la Universidad de Ontario.
Las modificaciones más importantes fueron la renovación del plan de estudios en 2003 y la reducción de la matrícula, conformando los grupos de 35 alumnos por aula. Otras modificaciones incluyeron la integración de academias, programas de tutorías, ampliación de los campos clínicos y programas de vinculación académica. De este modo, COMAEM le otorgó la certificación de calidad en 2008 en la ciudad de Puebla, denominándose entonces Facultad de Medicina. A dicho nombre se le adjunta por regla el prefijo Unidad Académica, impuesto por el entonces rector Arturo Contreras, por lo que su nombre oficial es Unidad Académica Facultad de Medicina.
En el año 2015 se le otorgó el reconocimiento a la Unidad Académica de Medicina como "MAXIMUM LEADER OF EXCELLENCE IN HEALTH 2015”, otorgado por la Asociación Mundial para la Excelencia en la Salud.

## Ubicación
La facultad se ubica en la parte alta de Acapulco, en la denominada "Zona de Hospitales”, hallándose cerca de los principales centros hospitalarios de la ciudad: el Hospital General de Acapulco SSA, el Instituto Estatal de Cancerología y el Hospital General Regional del ISSSTE, además de tener a corta distancia el Hospital Militar Regional de Acapulco y el Hospital General Regional Vicente Guerrero del IMSS.

También tiene en su periferia diversas instituciones de la Universidad, como la Biblioteca Central de la Zona Sur y múltiples unidades académicas, como las de Contaduría y Administración (UACA), Ciencias Sociales, Psicología, Enfermería y Odontología. Además, varias unidades de preparatoria (N.º 2, 17 y 27) se sitúan en las inmediaciones de la facultad.

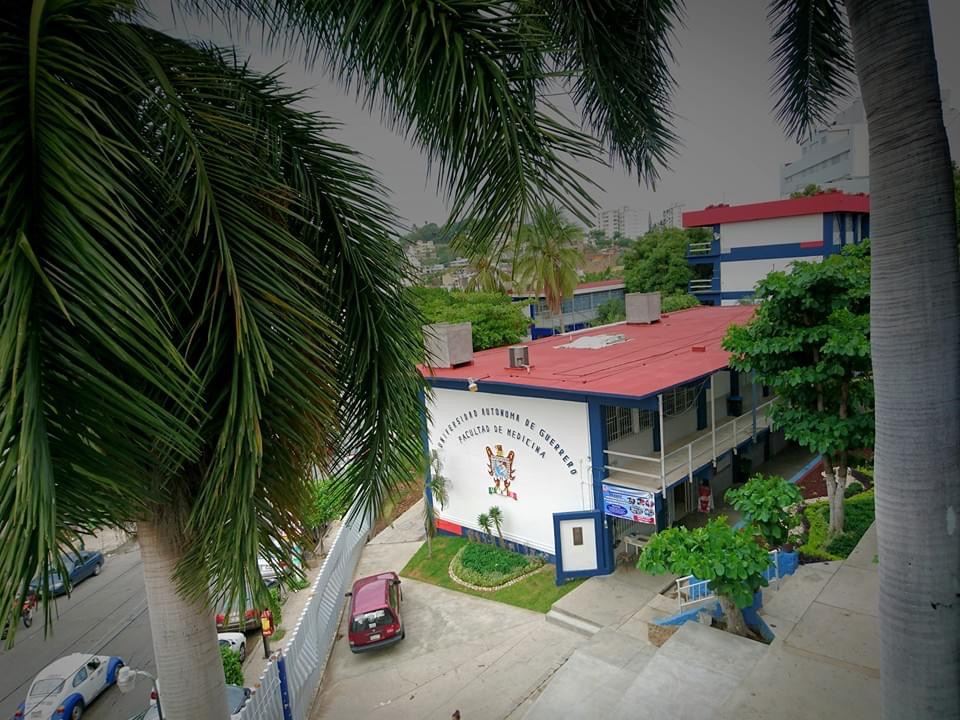
Instalaciones de la Facultad de Medicina de la Universidad Autónoma de Guerrero.

## Estado actual
La facultad oferta la licenciatura en Medicina a través del programa de Médico Cirujano, aprobado en 2003 por el Consejo Universitario, misma que se cursa en un lapso de 6 años mediante 4 semestres de materias básicas: Anatomía Histología, Patología, Embriología, etc., y 4 semestres de materias clínicas:  Neumología, Ginecología, Dermatología, Pediatría, Cardiología, etc. Además, incluye 1 año de Internado de Pregrado en uno de los hospitales con los que la Facultad mantiene convenio y 1 año de Servicio Social en una comunidad rural del estado.
La Facultad cuenta con médicos docentes que realizan programas de investigación de patologías endémicas y prevalentes en el estado de Guerrero, como el VIH, Enfermedad de Chagas, Dengue, Paludismo, Gnathostomiasis el Mal del Pinto, el Micetoma (Pie de Madura), la anemia de células falciformes, la mortalidad materno-infantil, entre otras.
El cargo de director lo ostenta Bulfrano Pérez Elizalde.

## Posgrados y Especialidades
Cuenta actualmente con los posgrados en Ciencias de Laboratorio Clínico y Ciencias Biomédicas, impartiéndose este último en coordinación con la Unidad Académica de Ciencias Químico-Biológicas, con sede en la capital del estado, Chilpancingo de los Bravo.
Dentro de las especialidades médicas se encuentran la especialidad en Medicina del Trabajo, epidemiología, ginecología, traumatología y Medicina Familiar.

## Infraestructura Escolar
Cuenta con un anfiteatro, quirófano, laboratorios especializados (histología, embriología, bioquímica, farmacología, entre otros) y espacios como auditorios o biblioteca.

## Directores de la Facultad de Medicina UAGro
- 2002-2006… Dr. José Álvarez Chávez.
- 2006-2010… Dra. Elva Verónica Delibra Jardón.
- 2010-2014… Dr. José Álvarez Chávez.
- 2014-2020… Dr. Bulfrano Pérez Elizalde.
- 2020-2024… Dr. José Álvarez Chávez.
- 2024-actualidad Dr. Marco Antonio Camarillo Balcázar